# Římskokatolická farnost Hostěradice
Římskokatolická farnost Hostěradice je územní společenství římských katolíků s farním kostelem svaté Kunhuty v obci Hostěradice v děkanství moravskokrumlovském.

## Historie farnosti
První písemné zmínky o Hostěradicích pocházejí z přelomu 12. a 13. století, kdy obec patřila pod správu louckého kláštera. V roce 1237 část Hostěradic dostal od krále Václava I. Řád německých rytířů, kteří zde působili až do roku 1486. Během této doby členové řádu zde působili jako faráři. V průběhu třicetileté války kostel dvakrát vyhořel. V roce 1673 byla hostěradická farnost povýšena na děkanství.

## Duchovní správci
Od 1. října 2010 je farářem R. D. Josef Dvořák.

## Bohoslužby
| Kostel        | Místo       | Bohoslužba (den) | Hodina                                    | Poznámka     |
| ------------- | ----------- | ---------------- | ----------------------------------------- | ------------ |
| svaté Kunhuty | Hostěradice | neděle pondělí   | 8.00 17.00 (zimní čas)/ 18.00 (letní čas) | farní kostel |
| svatého Víta  | Skalice     | pátek sobota     | 18.00/ 19.00 (prázdniny) 18.00            | kaple        |

## Aktivity ve farnosti
Dnem vzájemných modliteb farností za bohoslovce a bohoslovců za farnosti brněnské diecéze je 13. říjen. Adorační den připadá na 19. březen. Farnost se pravidelně zapojuje do projektu Noc kostelů.
Ve farnosti se pravidelně koná tříkrálová sbírka. V roce 2016 se při ní vybralo v Hostěradicích 15 203 korun, ve Skalici 10 493 korun.